# Jacinto Marques
Pour les articles homonymes, voir Marques (homonymie).
Jacinto do Carmo Marques, plus communément appelé Jacinto, est un footballeur portugais né le 1er novembre 1921 à Cova da Piedade. Il évoluait au poste d'arrière droit.

## Biographie
Grand joueur du Benfica, il passe 13 saisons au club. Il y remporte la Coupe Latine 1950.

## Carrière
- 1943-1957 :  Benfica Lisbonne[1]

## Palmarès

### En club
Avec le Benfica Lisbonne :
- Champion du Portugal en 1950, 1955 et 1957
- Vainqueur de la Coupe du Portugal en 1949, 1951, 1952, 1953, 1955 et 1957
- Vainqueur de la Coupe Latine en 1950